# Corel Photo-Paint
 Corel Photo-Paint  est un logiciel de retouche, de traitement et de dessin assisté par ordinateur édité par Corel Inc., il est essentiellement utilisé pour le traitement de photographies numériques.
Le programme fait partie de la suite CorelDraw.